# 한명윤, 밀양박씨 충열각
한명윤, 밀양박씨 충열각은 대한민국 경기도 화성시 양감면 정문리에 있다. 1986년 5월 20일 화성시의 향토문화재 제5호로 지정되었다가, 2019년 10월 23일 향토문화재(유형) 제5호로 변경 재분류되었다.

## 개요
이 충열문은 조선 선조 때의 충신 한명윤(1542-1593)과 부인 열녀 박행장 순절을 기리기위해 세워진 충신. 열녀문이다